# 順庫尤什鄉
46°56′46″N 22°32′04″E / 46.94611°N 22.53444°E
順庫尤什鄉（羅馬尼亞語：Comuna Șuncuiuș, Bihor），是羅馬尼亞的鄉份，位於該國西北部，由比霍爾縣負責管轄，面積72平方公里，海拔高度399米，2007年人口3,370，人口密度每平方公里47人。